# Rouvres-la-Chétive
Rouvres-la-Chétive ist eine französische Gemeinde mit 459 Einwohnern (Stand: 1. Januar 2022) im Département Vosges in der Region Grand Est (bis 2015: Lothringen). Sie gehört zum Arrondissement Neufchâteau und zum Gemeindeverband Ouest Vosgien. Die Bewohner nennen sich Roburien(ne)s.

## Geografie
Die Gemeinde Rouvres-la-Chétive liegt an der Frezelle, einem Nebenfluss des Vair, etwa neun Kilometer südöstlich von Neufchâteau. Umgeben wird Rouvres-la-Chétive von den Nachbargemeinden Neufchâteau und Vouxey im Norden, Châtenois im Osten, Darney-aux-Chênes im Südosten, Ollainville im Süden, Landaville im Südwesten sowie Tilleux und Certilleux im Westen.

## Geschichte
Während des Ancien Régime war Rouvres-la-Chétive Teil der Vogtei Neufchateau. Die Pfarrei der ehemaligen Kirche St. Martin gehörte zum Dekanat Châtenois in der Diözese Toul, Dekanat Châtenois unter der Schirmherrschaft der Abtei Saint-Evre in Toul. Der Namenszusatz -la-Chétive erfolgte zur besseren Unterscheidbarkeit von der wenige Kilometer entfernten Gemeinde Rouvres-en-Xaintois.

### Bevölkerungsentwicklung
| Jahr      | 1962 | 1968 | 1975 | 1982 | 1990 | 1999 | 2006 | 2014 | 2022 |
| Einwohner | 419  | 423  | 381  | 384  | 378  | 391  | 430  | 456  | 459  |

n den Jahren 1866 und 1841 wurden mit jeweils 833 Bewohnern die bisher höchsten Einwohnerzahlen ermittelt. Die Zahlen basieren auf den Daten von cassini.ehess und INSEE.

## Sehenswürdigkeiten

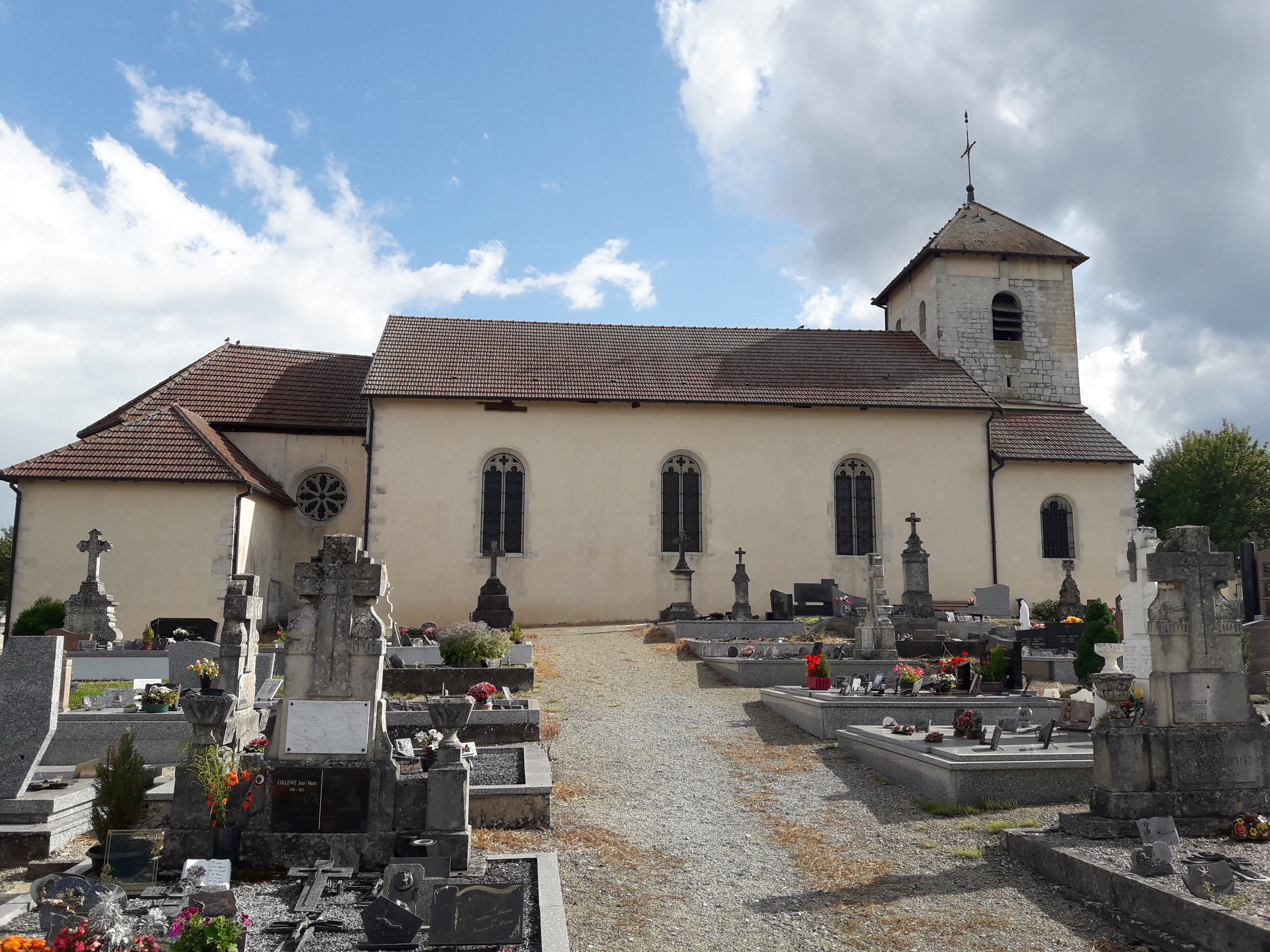
Kirche Saint-Maurice
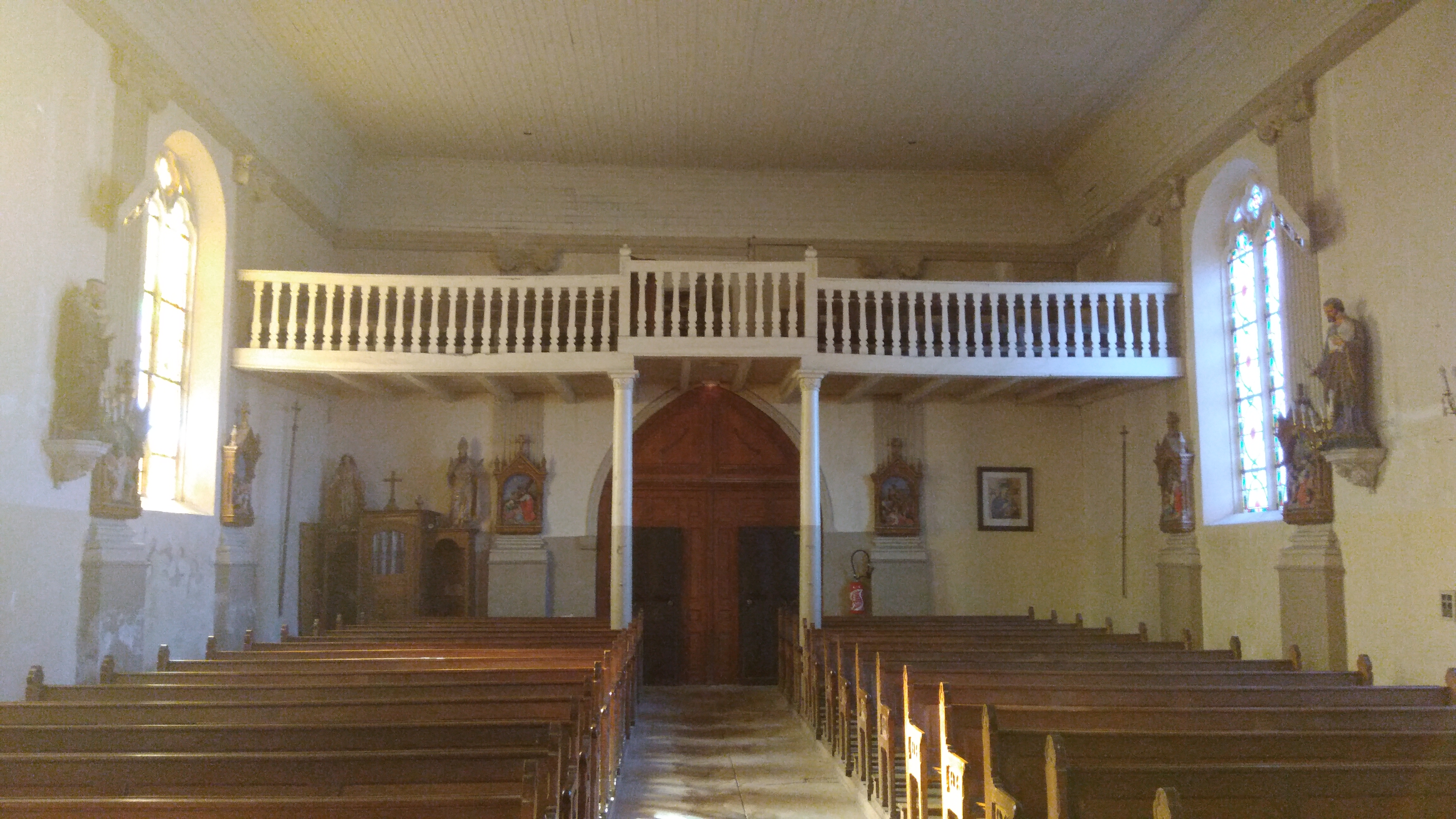
Innenansicht der Kirche
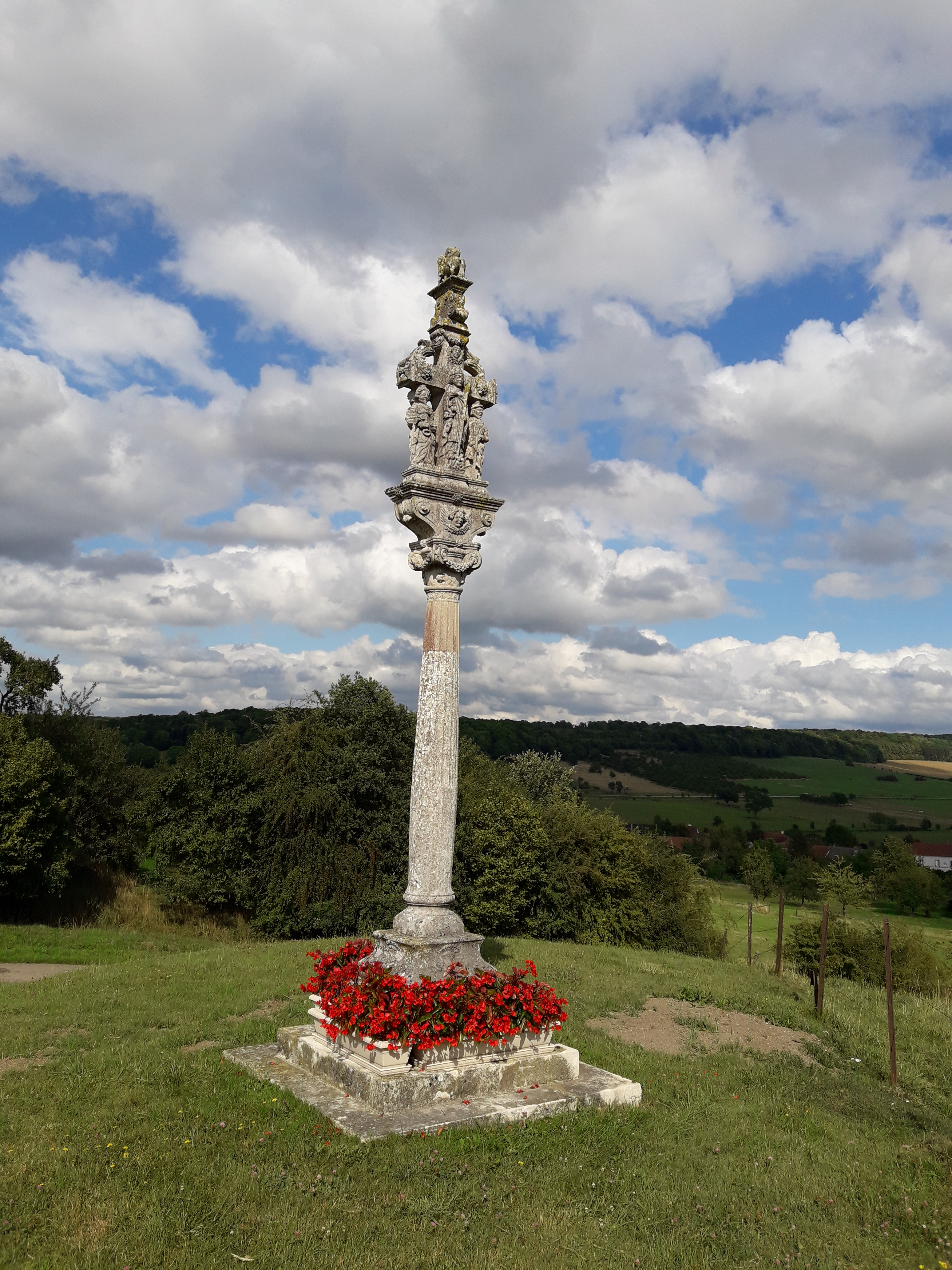
Monumentalkreuz südwestlich des Ortes

- monumentales Flurkreuz Saint-Pierre, Monument historique[5]
- Gefallenendenkmal
- Lavoir

- Kirche Saint-Maurice
- Innenansicht der Kirche
- Monumentalkreuz südwestlich des Ortes

## Wirtschaft und Infrastruktur
In Rouvres-la-Chétive sind sieben landwirtschaftliche Betriebe ansässig.
Die teilweise zweistreifig ausgebaute Schnellstraße (D 166, ehemalige Route nationale 66) von Épinal über Mirecourt nach Neufchâteau führt durch Rouvres-la-Chétive. Der nächste Autobahnanschluss liegt sieben Kilometer östlich an der Autoroute A31.

## Persönlichkeiten
- Henry Toussaint (1847–1890), Arzt und Veterinär

## Belege
1. ↑  Rouvres-la-Chétive auf Vosges-archives.com (Memento des Originals vom 8. März 2016 im Internet Archive)  Info: Der Archivlink wurde automatisch eingesetzt und noch nicht geprüft. Bitte prüfe Original- und Archivlink gemäß Anleitung und entferne dann diesen Hinweis. (französisch, PDF-Datei), seit 2017 nicht mehr abrufbar
2. ↑  auf cassini.ehess.fr
3. ↑  Rouvres-la-Chétive auf cassini.ehess
4. ↑  Rouvres-la-Chétive auf INSEE
5. ↑  Croix de chemin dite Croix Saint-Pierre in der Base Mérimée des französischen Kulturministeriums (französisch)
6. ↑  Landwirtschaftsbetriebe auf annuaire-mairie.fr.fr (französisch)